# Querido Adão
Querido Adão é uma marchinha de carnaval de Benedicto Lacerda e Oswaldo Santiago, gravada por Carmen Miranda em 26 de setembro de 1935. Foi lançada em disco pela Odeon Records.

## Antecedentes
"Querido Adão é uma marcha gravada no final de 1935, que atingiu sucesso no carnaval do ano seguinte. A letra faz menção à perda do juízo de Adão, por causa da serpente tentadora (Eva). Carmen Miranda cantou essa música no filme Alô, Alô, Carnaval! daquele ano.

## Relançamento
A canção foi relançada em disco nos álbuns O Que é Que a Baiana Tem?, de 2002, pela EMI Music, e, posteriormente, no álbum Os Carnavais de Carmen, da coleção "Ruy Castro Apresenta...".